# Microcercus ethelumoides
Microcercus ethelumoides är en kräftdjursart som beskrevs av Arcangeli 1950. Microcercus ethelumoides ingår i släktet Microcercus och familjen Eubelidae. Inga underarter finns listade i Catalogue of Life.